# جيفري إس. ليمان
جيفري إس. ليمان (بالإنجليزية: Jeffrey S. Lehman)‏ هو مسير أعمال أمريكي، ولد في 1 أغسطس 1956 في برونكسفيل في الولايات المتحدة.